# Върбово (област Видин)
Вижте пояснителната страница за други значения на Върбово.
Върбово е село в Северозападна България. То се намира в община Чупрене, област Видин. Населението му е около 93 души (15 март 2024).

## География
Върбово е разположено на 480 метра надморска височина в Предбалкана, югозападно от рида Ведерник. Намира се на 10 километра южно от град Белоградчик и на 10 километра североизточно от границата със Сърбия.
Северно от селото преминава Върбовска река, която пресича Ведерник и е десен приток на Стакевска река. Землището на селото е с площ 41,19 квадратни километра. В него, западно от селото, се намира малкият язовир „Върбово“, който е общинска собственост. От селото тръгват две екопътеки, които водят до красивите местности „Лъга“ и „Под венеца“ в подножието на Ведерник.

## История
Жители на селото взимат участие в Чипровското въстание от 1688 година.
От село Върбово има мнозина участници в Белоградчишкото въстание, целящо провеждането в района на обявения от султан Абдул Меджид I Танзимат. които дават живота си за Освобождението от турско владичество. Тодор Илиев от Върбово е единственият участник от Белоградчишко в Ботевата чета през 1876 година.
По време на колективизацията в селото е създадено Трудово кооперативно земеделско стопанство „Георги Димитров“ по името на комунистическия диктатор Георги Димитров. През лятото на 1952 година двама души от селото са осъдени за подпомагане на горяните.

## Население
Броят на жителите на селото е с тенденция на намаляване. Населението е предимно от торлаци.
Към 2011 г., в селото живеят 89 българи и 19 цигани 
| Население на с. Върбово между 1934 и 2012 година | Население на с. Върбово между 1934 и 2012 година | Население на с. Върбово между 1934 и 2012 година | Население на с. Върбово между 1934 и 2012 година | Население на с. Върбово между 1934 и 2012 година |
| ------------------------------------------------ | ------------------------------------------------ | ------------------------------------------------ | ------------------------------------------------ | ------------------------------------------------ |
| Година                                           |                                                  |                                                  | Население                                        |                                                  |
| 31.12.1934                                       | 31.12.1934                                       |                                                  | 1292                                             | 1292                                             |
| 31.12.1946                                       | 31.12.1946                                       |                                                  | 1210                                             | 1210                                             |
| 01.12.1956                                       | 01.12.1956                                       |                                                  | 990                                              | 990                                              |
| 01.12.1965                                       | 01.12.1965                                       |                                                  | 726                                              | 726                                              |
| 02.12.1975                                       | 02.12.1975                                       |                                                  | 454                                              | 454                                              |
| 04.12.1985                                       | 04.12.1985                                       |                                                  | 303                                              | 303                                              |
| 04.12.1992                                       | 04.12.1992                                       |                                                  | 265                                              | 265                                              |
| 31.12.1993                                       | 31.12.1993                                       |                                                  | 241                                              | 241                                              |
| 31.12.1994                                       | 31.12.1994                                       |                                                  | 218                                              | 218                                              |
| 31.12.1995                                       | 31.12.1995                                       |                                                  | 204                                              | 204                                              |
| 31.12.1996                                       | 31.12.1996                                       |                                                  | 223                                              | 223                                              |
| 31.12.1997                                       | 31.12.1997                                       |                                                  | 225                                              | 225                                              |
| 31.12.1998                                       | 31.12.1998                                       |                                                  | 211                                              | 211                                              |
| 31.12.1999                                       | 31.12.1999                                       |                                                  | 207                                              | 207                                              |
| 31.12.2000                                       | 31.12.2000                                       |                                                  | 188                                              | 188                                              |
| 01.03.2001                                       | 01.03.2001                                       |                                                  | 186                                              | 186                                              |
| 31.12.2001                                       | 31.12.2001                                       |                                                  | 180                                              | 180                                              |
| 31.12.2002                                       | 31.12.2002                                       |                                                  | 168                                              | 168                                              |
| 31.12.2003                                       | 31.12.2003                                       |                                                  | 155                                              | 155                                              |
| 31.12.2004                                       | 31.12.2004                                       |                                                  | 149                                              | 149                                              |
| 31.12.2005                                       | 31.12.2005                                       |                                                  | 150                                              | 150                                              |
| 31.12.2006                                       | 31.12.2006                                       |                                                  | 147                                              | 147                                              |
| 31.12.2007                                       | 31.12.2007                                       |                                                  | 140                                              | 140                                              |
| 31.12.2008                                       | 31.12.2008                                       |                                                  | 130                                              | 130                                              |
| 31.12.2009                                       | 31.12.2009                                       |                                                  | 128                                              | 128                                              |
| 31.12.2010                                       | 31.12.2010                                       |                                                  | 122                                              | 122                                              |
| 01.02.2011                                       | 01.02.2011                                       |                                                  | 110                                              | 110                                              |
| 31.12.2011                                       | 31.12.2011                                       |                                                  | 104                                              | 104                                              |
| 31.12.2012                                       | 31.12.2012                                       |                                                  | 95                                               | 95                                               |
| Източник: ЕКАТТЕ                                 |                                                  |                                                  |                                                  |                                                  |

Преброяване на населението през 2011 г.
Численост и дял на етническите групи според преброяването на населението през 2011 г.:
|                     | Численост | Дял (в %) |
| Общо                | 110       | 100,00    |
| Българи             | 89        | 80,90     |
| Турци               | 0         | 0,00      |
| Цигани              | 19        | 17,27     |
| Други               | 0         | 0,00      |
| Не се самоопределят | 0         | 0,00      |
| Неотговорили        | 1         | 0,90      |

## Култура
В селото се намира старата църква „Свети Йоан Кръстител“, която е реставрирана и са възстановени всички стенописи в нея, както и паметник на загиналите в Белоградчишкото въстание.
Всяка година на 24 май се организира събор. От скоро във Върбово се организира празникът „Да се завърнеш в бащината къща!“, който има за цел да събере всички стари познати след дълго отсъствие от родния край.
Друго редовно събитие е общинският турнир по футбол, който се провежда всяка година от 10 юли до 10 август, в който взимат участие отбори на всички села в община Чупрене.
Върбовска песен
„Ябълчице петровчице“

Ябълчице петровчице,

що си толкова род родила -

род родила – преродила.

На две клоньке – две ябълке,

на третото – сокол стои.

- Соколиче, диво птиче,

като стоиш на високо

дали видиш на далеко?

- Видим, видим града Видин -

двама бракья конье кову,

а две сестре юзде дьржу;

юзде дьржу люто кълну.

- Проклет да е чорбаджия,

чорбаджия абаджия.

Тази песен пеела Пена Пунчева Попова – майка на учителя Леонид Костов Попов